# Benkiči Óno
Benkiči Óno (大野 弁吉, Ōno Benkichi, 1801–1870) byl inženýr, pionýr japonské fotografie a vynálezce v období Edo.

## Životopis
Narodil se jako syn pekařského řemeslníka v Kjótu, poté, co studoval nizozemské studium v Nagasaki, žil v Kagě, rodném městě své ženy, a údajně vyráběl řadu děl, jako jsou panenky karakuri, fotoaparáty, dalekohledy nebo střelné zbraně. Několik jeho originálních výrobků se dochovalo dodnes (2020). Udržoval blízké přátelství s japonským obchodníkem a inženýrem Zenijou Goheiem, od kterého získal finanční pomoc. Hrál průkopnickou roli v oblasti fotografie.

## Publikace
- からくり師大野弁吉とその時代―技術文化と地域社会 ISBN 978-4872944808
- 江戸の未来人列伝 ISBN 978-4396314668
- からくり人形の文化誌 ISBN 978-4905640776
- 図説 からくり―遊びの百科全書 ISBN 978-4309760155
- からくり (ものと人間の文化史) ASIN B000JA2X4M
- 甦えるからくり ISBN 978-4871882675
- 偶人（からくり）館の殺人 高橋克彦 ISBN 978-4-569-76304-0